# Šmarca
Šmarca – wieś w Słowenii, w gminie Kamnik. W 2018 roku liczyła 1459 mieszkańców.